# Reconeixement d'iris
El reconeixement de l'iris és un mètode d'autenticació biomètrica que utilitza tècniques de reconeixement de patrons (els quals, han estat emmagatzemats anteriorment en una base de dades) en imatges d'alta resolució de l'iris de l'ull d'un individu. El sistema biomètric per reconeixement d'iris és una de les ciències més fiables del mercat
No ha de ser confós amb un altre, menys freqüent, basat en l'escaneig de la retina. El reconeixement de l'iris utilitza la tecnologia de les càmeres: amb una fina il·luminació infraroja es redueix el reflex que s'hagi pogut produir en la convexa còrnia i poder crear detallades imatges de les complexes estructures de l'iris. Una vegada convertides en plantilles digitals, aquestes imatges proporcionen una representació matemàtica de l'iris, les quals coincideixen amb una identificació positiva i inequívoca d'un individu.
L'eficàcia del reconeixement de l'iris és rarament obstaculitzada per ulleres o lents de contacte. La tecnologia basada en l'iris té el valor atípic més petit (és a dir, hi ha un nombre de persones reduït que no ho poden usar) de totes les tecnologies biomètriques. A causa de la seva velocitat de comparació, el reconeixement de l'iris és la tecnologia biomètrica més adequada per a la identificació d'un grup nombrós de persones. Un avantatge clau del reconeixement de l'iris és la seva estabilitat, (el patró pot durar molts anys), ja que, excepte un traumatisme, aquesta “matrícula” individual pot durar tota la vida.
El físic John G. Daugman (Laboratori Informàtic de la Universitat de Cambridge) va ser pioner en aquest camp, desenvolupant els processos de creació d'algorismes de reconeixement mitjançant l'iris necessaris per a l'adquisició de la imatge i la posada al mercat d'instruments necessaris per a tal fi. Aquests algorismes es van utilitzar per iniciar la comercialització d'aquesta tecnologia en conjunt amb una primera versió del sistema IrisAccess dissenyat i fabricat per LG Electronics, a Corea. Els algorismes de Daugman són la base de la majoria dels sistemes de reconeixement de l'iris que es van introduir al mercat fins a 2006.
Val esmentar també que existeixen diferents tècniques a part de la de Daugman, com la de Comparació d'histogrames, la d'Anàlisi de textures o la desenvolupada per Wildes, per esmentar-ne algunes.

## Principi de funcionament
El procés es divideix en diverses etapes:

### Captura de la imatge
Es captura una imatge de la capa arbòria de l'iris en blanc i negre, en un entorn correctament il·luminat, usant una càmera d'alta resolució.
Els sistemes més complexos incorporen un sistema de triple càmera (dues d'elles per localitzar l'ull dins de la imatge i la tercera per capturar la mostra de l'usuari), i estan pensats per a caixers automàtics, però el seu cost de fabricació és elevat.
Un paràmetre a tenir en compte a l'hora de dissenyar un sistema de captura és, a part de la qualitat de la imatge obtinguda, la comoditat de l'usuari. És necessari utilitzar l'òptica necessària per facilitar l'ampliació (zoom) de la imatge a capturar per evitar rebutjos per part dels usuaris.
La imatge obtinguda ha de ser processada per extreure patrons, que al seu torn són sotmesos a algorismes matemàtics fins a obtenir una quantitat de dades suficient per als propòsits d'identificació. Aquesta mostra és comparada amb una altra presa amb anterioritat i emmagatzemada en la base de dades del sistema, de manera que si ambdues coincideixen l'usuari es considera autenticat amb èxit.

### Pre-processament de la imatge
A fi de poder extreure la zona d'interès (iris) de la imatge capturada, s'hi apliquen certs filtres.
El primer pas és aplicar un filtre de mitjana, el qual uniforma la conjuntiva de l'ull. Això serveix perquè les vores de les pestanyes, pupil·la i iris siguin més marcats, de tal forma que puguin ser millor identificats en les següents etapes.
Tingui's en compte que en aquesta etapa no es pretén ressaltar cap detall de la imatge amb finalitats de codificació, només es ressalten les vores de la zona d'interès per a la seva posterior extracció.
El segon pas és trobar l'histograma de la imatge i obtenir un valor llindar per binaritza-la.
La pupil·la de l'ull apareix en l'histograma com un bec ben marcat en els valors baixos d'intensitat de grisa (atès que la pupil·la és negra). Això permet situar el llindar de binarització una mica més davant dels valors de la pupil·la.
Finalment, la imatge és binaritzada i la pupil·la apareix com un cercle negre sobre un fons blanc, també apareixen altres objectes, els quals són eliminats utilitzant un algorisme d'etiquetatge. De vegades el cercle apareix tallat o deformat (per efectes de llum, reflexos…), però aquests errors es corregeixen en la següent etapa.
En etiquetar tots els objectes de la imatge, es tria al més gran, el qual representa a la pupil·la. Al final d'aquesta etapa es té la imatge de la pupil·la (representada per un cercle negre) sobre un fons blanc.

### Extracció de la zona d'interès
Abans de començar el següent apartat, és important fer notar que, al contrari del que pensa tothom, la pupil·la i l'iris no són concèntrics.
L'algorisme de detecció de cercles consisteix a trobar la gradient de la imatge, els vectors gradients del cercle buscats apunten cap a fora i són perpendiculars a la vora la imatge (cercle), per simetria del centre del cercle per cada vector existiran dos vectors en direccions oposades, la fase entre aquests dos vectors ha de ser aproximadament 180 graus.
A més, el vector que uneix dos punts del cercle, separats 180 graus entre si, ha de tenir la mateixa direcció que el vector gradient.
El segon pas és aplicat per trobar tots els parells de vectors que compleixin amb les condicions anteriors. El tercer pas és considerar un cercle candidat per cada parell de vectors (cada cercle té el seu propi centre). Finalment, el cercle correcte és extret entre tots els cercles candidats mitjançant l'emmagatzematge de les coordenades del centre de cada (Cx, Cy) cercle i el seu radi (r), després es troba l'histograma dels valors emmagatzemats (Cx, Cy, r) detectant quals són els de major ocurrència, els quals corresponen al cercle correcte. Aquest algorisme, també ens atorga les coordenades de centre de la pupil·la i el radi de la mateixa.
Havent identificat el cercle de la pupil·la i les seves coordenades de centre, així com el seu radi, la pupil·la és aïllada mitjançant una màscara d'extracció, en la qual el cercle de la pupil·la és de color negre en un fons blanc.

#### Trobant el centre i radi de l'iris
Per extreure la vora externa de l'iris s'aplica un estirament de l'histograma de la imatge en escala de grisos original, després s'apliquen el filtre de mitjana per uniformar les regions i eliminar falsos contorns, seguidament s'apliquen els filtres de Canny amb un alfa adequat que permeti ressaltar la vora externa de l'iris i facilitar la detecció del mateix.
Després, considerant la pupil·la concèntrica amb l'iris en l'eix vertical, però no en l'eix horitzontal. S'assumeix, com a coordenada del centre de l'iris en l'eix x, la coordenada del centre de la pupil·la de l'eix x i es pren el radi de l'iris com a referència per trobar la coordenada y del centre de l'iris.
Coneixent les coordenades del centre de l'iris i el seu radi, es traça una circumferència de color blanc sobre un fons negre. Es realitza una operació AND entre la imatge capturada i les dues màscares d'extracció, aconseguint aïllar la zona d'interès (l'anell de l'iris) en la imatge.

### Pre – processament d'imatges per a la codificació
A fi d'incrementar l'eficiència dels codis, es van provar alguns mètodes de pre – processament d'imatges per poder ressaltar vores, detalls i altres característiques de l'iris que van augmentar la certesa dels codis a provar.

#### Estirament d'histograma
Les imatges de l'iris tenen un histograma @centrar un valor de grisos, aproximadament igual a 150, les components de grisa de la imatge s'estenen de 80 fins a 200 aproximadament. És per això que les bandes compreses entre 1 – 80 i 200 – 255, són aprofitades per estirar l'histograma de la imatge.

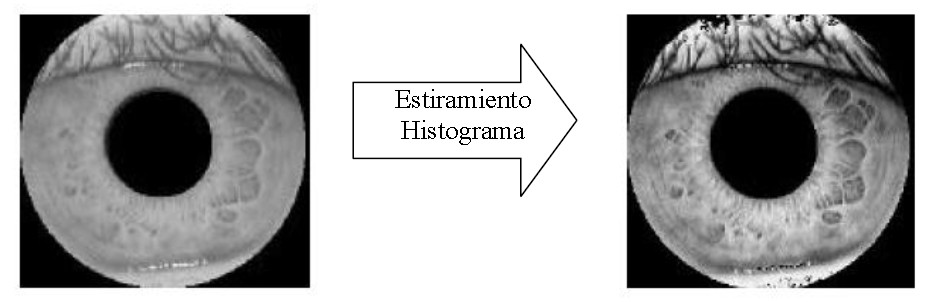
Imatge inicial i la final, després de l'aplicació de la tècnica d'estirament d'histograma

#### Increment de Contrast
Es va implementar també un programa que augmenta el contrast dels píxels que es troben entre 80 i 200 en escala de grises, les altres intensitats es fan zero perquè no influeixin en el processament.

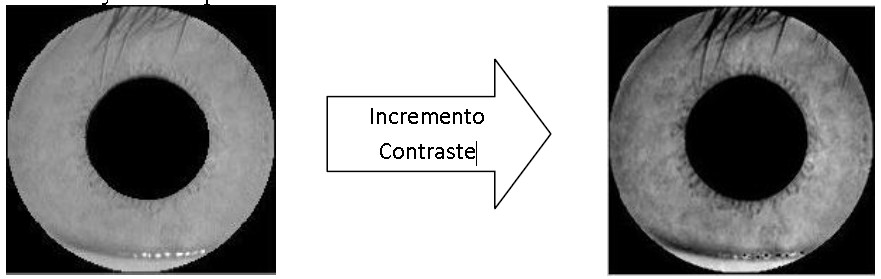
Imatge inicial i la final, després de l'aplicació de la tècnica d'increment de contrast

### Transformació a coordenades polars
Una vegada extret l'iris de la imatge de l'ull, s'ha de realitzar un canvi de coordenades a fi de poder extreure les característiques de l'iris i poder armar un codi que ho identifiqui.
La idea és obtenir una representació rectangular de l'iris.

### Algorismes de codificació

#### Caracterització d'imatges mitjançant la wavelet tipus Haar
A partir de la imatge de l'iris en format polar, s'aplica la transformada Haar a la imatge fins a arribar al nivell 5 de l'arbre. Es realitzen proves utilitzant diferents bandes de filtració per construir el codi (les bandes que caracteritzen a una imatge de l'iris són les següents: 4HL, 4LH, 4HH, 5HL, 5LH i 5HH).
A més s'inclouen els valors faig una mitjana de cadascuna de les sub-imatges esmentades. Aquest tipus de codificació augmenta l'eficiència del codi incrementant les diferències entre codis de diferents imatges.
Així mateix, també es modifiquen certs paràmetres al moment de convertir el sistema de coordenades de les imatges.

#### Altres factors
A més del tipus de codificació Haar, també es tenen en compte altres factors:
• Regió de l'iris a utilitzar: En certes imatges l'iris es veu obstruït per la parpella o per alguna pestanya, és per això que es prova la codificació de l'iris utilitzant només certes regions, les quals estan lliures de qualsevol agent estrany que pot adulterar les característiques de l'iris.
Es va arribar a la conclusió que la regió que menys problemes presenta és una regió trapezoïdal de 50º a cada costat de l'iris.
• Paràmetres de l'algorisme de canvi de sistema de coordenades: Es va notar que en canviar els paràmetres de l'algorisme que converteix la representació del sistema de coordenades de l'iris, això influeix de gran manera en els resultats de la posterior codificació.
Si s'usa un delta molt petit la imatge creix a causa de la redundància de píxels, però alhora es perden algunes textures necessàries perquè la codificació sigui més eficient. Per contra, si el delta és molt gran, es perd informació perquè no tots els píxels de la imatge original són portats a la nova representació. Es va determinar que li valor apropiat per a delta és 0.009.
En aquesta etapa s'identifica (comparar la plantilla d'un individu amb la de molts) o es verifica (comparar-la amb la d'un mateix) una plantilla creada per projecció de la imatge de l'iris amb una plantilla de valors emmagatzemada en una base de dades.
Les etapes de pre-processat i d'extracció de característiques involucren un cost computacional molt elevat. No obstant això, aquest cost comporta que les dades que li arribin al bloc de verificació siguin tan senzills que els càlculs involucrats resultin, pràcticament, menyspreables.
En concret, Daugman proposa discriminar els coeficients entre positius i negatius, assignant un "1" als positius (o nuls) i un "0" als negatius. Amb la seqüència de bits aconseguida, s'aplica una distància de Hamming per obtenir la distància entre el patró, prèviament emmagatzemat, i la mostra a verificar.
La Distància de Hamming és, simplement, una mesura dels bits que són diferents, per la qual cosa l'operació és realitzar un XOR entre els vectors (aplicada als 2048 bits que codifiquen cada patró) i explicar el nombre de bits que són "1".
Es considera que l'ull és el mateix d'algun dels ulls de la base de dades si té més de vint regions ben semblants.

## Avantatges
L'iris de l'ull ha estat descrit com la part ideal del cos humà per a la identificació biomètrica per diverses raons:
- Es @tratar un òrgan intern que està ben protegit contra danys i el desgast per una membrana transparent i altament sensible (la còrnia). Això ho distingeix de les empremtes digitals/empremtes digitals, les quals poden ser difícils de reconèixer després de realitzar treballs manuals durant anys.

- L'alt nivell de aleatorietat en la seva estructura, el qual permet 266 graus de llibertat que poden ser codificats i una densitat d'informació de 3,4 bits per mm² de teixit.

- L'iris és predominantment pla, i la seva configuració geomètrica és controlada únicament per dos músculs complementaris (l'esfínter i el dilatador de la pupil·la) que controlen el diàmetre de la pupil·la. Això fa que la forma de l'iris sigui molt més predictible que, per exemple, la de la cara.

- L'iris té una textura fina que, com les empremtes dactilars, es determina a l'atzar durant el procés embrionari de gestació. Fins i tot individus genèticament idèntics tenen textures de l'iris completament independents (bessons). encara que les empremtes digitals/empremtes digitals també són diferents.

De fet, els dos ulls d'una persona posseeixen patrons diferents, sent aquesta una característica molt important que ha de ser considerada en el sistema al no ser la imatge dels dos ulls intercanviables.
- L'escaneig de l'iris és similar a fer una fotografia i es pot realitzar a partir d'uns 10 cm fins a uns metres de distància. No és necessari que la persona que hagi de ser identificada tingui contacte físic amb els equips que han estat tocats recentment per estranys, eliminant així una objecció que s'ha plantejat en algunes cultures en contra dels escàners d'empremtes dactilars, on un dit de la mà ha de tocar una superfície, o dels escáneres de la retina, on l'ull pot estar molt a prop de l'objectiu (com mirar per una lent de microscopi).

- Alguns sostenen que una fotografia digital enfocada amb un diàmetre de l'iris d'uns 200 píxels conté, a llarg termini, informació molt més estable que una empremta digital.

- El primer algorisme de reconeixement de l'iris (IrisCode), desplegat comercialment per John Daugman, té una taxa d'error sense precedents (millor que

```

  

    

      

        

          
10

          

            
−

            
11

          

        

      

    

    
{\displaystyle 10^{-11}}

  

```

```

  

    

      

        

          
10

          

            
−

            
11

          

        

      

    

    
{\displaystyle 10^{-11}}

  

  

    

      

        

          
10

          

            
−

            
11

          

        

      

    

    
{\displaystyle 10^{-11}}

  

 
{\displaystyle 10^{-11}}).

  

    

      

        

          
10

          

            
−

            
11

          

        

      

    

    
{\displaystyle 10^{-11}}

  

```

- A pesar que existeixen alguns procediments mèdics i quirúrgics que poden afectar el color i l'aspecte general de l'iris, la fina textura es manté notablement estable al llarg de moltes dècades. Algunes identificacions de l'iris han tingut èxit durant un període d'uns 30 anys.

## Desavantatges
- L'escaneig de l'iris és una tecnologia relativament nova i és incompatible amb la gran inversió que les autoritats policials i d'immigració d'alguns països ja han fet en el camp del reconeixement d'empremtes dactilars.

- És molt difícil realitzar el reconeixement de l'iris a partir d'una distància superior a un parell de metres si la persona a identificar no coopera (mantenint el cap quiet i mirant a la càmera). No obstant això, diverses institucions acadèmiques i venedors de sistemes biomètrics estan desenvolupant productes que diuen ser capaços d'identificar a subjectes a una distància de fins a 10 metres ("iris a distància").

- Igual que amb altres tecnologies biomètriques basades en fotografies, el reconeixement de l'iris és susceptible a la mala qualitat de la imatge, amb fallades associades a les taxes de registre.

- Igual que amb les infraestructures d'altres mètodes d'identificació (bases de dades dels residents nacionals, targetes d'identitat (DNI), etc.), activistes de drets civils han expressat la seva preocupació que la tecnologia de reconeixement d'iris pot ajudar els governs a “controlar” a persones en contra de la seva voluntat.

## Consideracions de seguretat
Com amb la majoria d'altres tecnologies d'identificació biomètrica, un problema encara no resolt satisfactòriament amb el reconeixement de l'iris és el relacionat amb la verificació de teixits vius. La fiabilitat de qualsevol identificació biomètrica depèn de garantir que el senyal adquirit i comparada, ha estat presa d'una part del cos viu de la persona a ser identificada i no és un model fabricat. Molts dels sistemes de reconeixement d'iris disponibles comercialment són fàcils d'enganyar presentant una fotografia d'alta qualitat d'una cara en comptes d'un rostre real, la qual cosa fa que aquests dispositius no siguin aptes per a aplicacions sense supervisió, tals com a sistemes de control d'accés a portes. El problema de la verificació de teixits vius és menys preocupant en les aplicacions de supervisió (per exemple, el control de la immigració), on un operador humà supervisa el procés en el qual es pren la foto.
Alguns mètodes que s'han suggerit per augmentar la defensa contra l'ús d'ulls i iris falsos són:
- Fent un canvi d'il·luminació ambiental durant la identificació (per exemple, encenent un llum brillant), de manera que la dilatació de les pupil·les pugui ser verificada i la imatge de l'iris es registri amb diversos diàmetres de la pupil·la.

- Analitzant, mitjançant espectres de freqüències espacials en 2D, els becs de les imatges de l'iris causats pels patrons del traç de les impressores disponibles comercialment en les lents de contacte (falsos iris).

- Analitzant espectres de freqüències temporals de les imatges a causa dels becs causats per les pantalles d'ordinador.

- Utilitzant l'anàlisi espectral en lloc de, únicament, càmeres monocromàtiques per distingir el teixit de l'iris d'un altre material.

- Observant el característic moviment natural del globus ocular (mesurant els nistagmos, el seguiment dels ulls mentre llegeix text, etc).

- Fent proves per detectar la retro-reflexió de la retina (l'efecte dels ulls vermells).

- Fent proves per a les reflexions de quatre superfícies òptiques de l'ull (front i revers d'ambdues còrnia i el cristal·lins) per verificar la seva presència, posició i forma.

- Utilitzant imatges en 3D (per exemple, càmeres estèreo) per verificar la posició i forma de l'iris en relació amb altres característiques de l'ull.

Un informe del 2004 publicat per l'Oficina Federal per a la Seguretat de la Informació (Alemanya) va assenyalar que cap dels sistemes de reconeixement de l'iris disponibles comercialment en l'actualitat, implementa tecnologia suficient per verificar si el que està detectant és un teixit viu. Com qualsevol tecnologia de reconeixement de patrons, verificar els teixits vius tindrà la seva pròpia probabilitat d'error i, per tant, es reduirà encara més la probabilitat que un usuari legítim sigui acceptat pel sensor.

## Sensors
En sistemes per al reconeixement de l'iris és comú trobar càmeres de vídeo de tipus CCD. En la figura es pot apreciar un diagrama de blocs d'aquesta càmera CCD.
El cor de les càmeres és un circuit integrat tipus CCD (Dispositiu de Càrrega Acoblada). Aquest dispositiu consisteix en diversos centenars de milers d'elements individuals (píxels) localitzats en la superfície d'un diminut CI (Circuit Integrat).
Cada píxel es veu estimulat amb la llum que incideix sobre ell (la mateixa que passa a través de les lents i filtres de la càmera), emmagatzemant una petita càrrega d'electricitat. Els píxels es troben disposats en forma de malla amb registres de transferència horitzontals i verticals que transporten els senyals als circuits de processament de la càmera (convertidor analògic-digital i circuits addicionals). Aquesta transferència de senyals ocorre 6 vegades per segon.

## Aplicacions desplegades

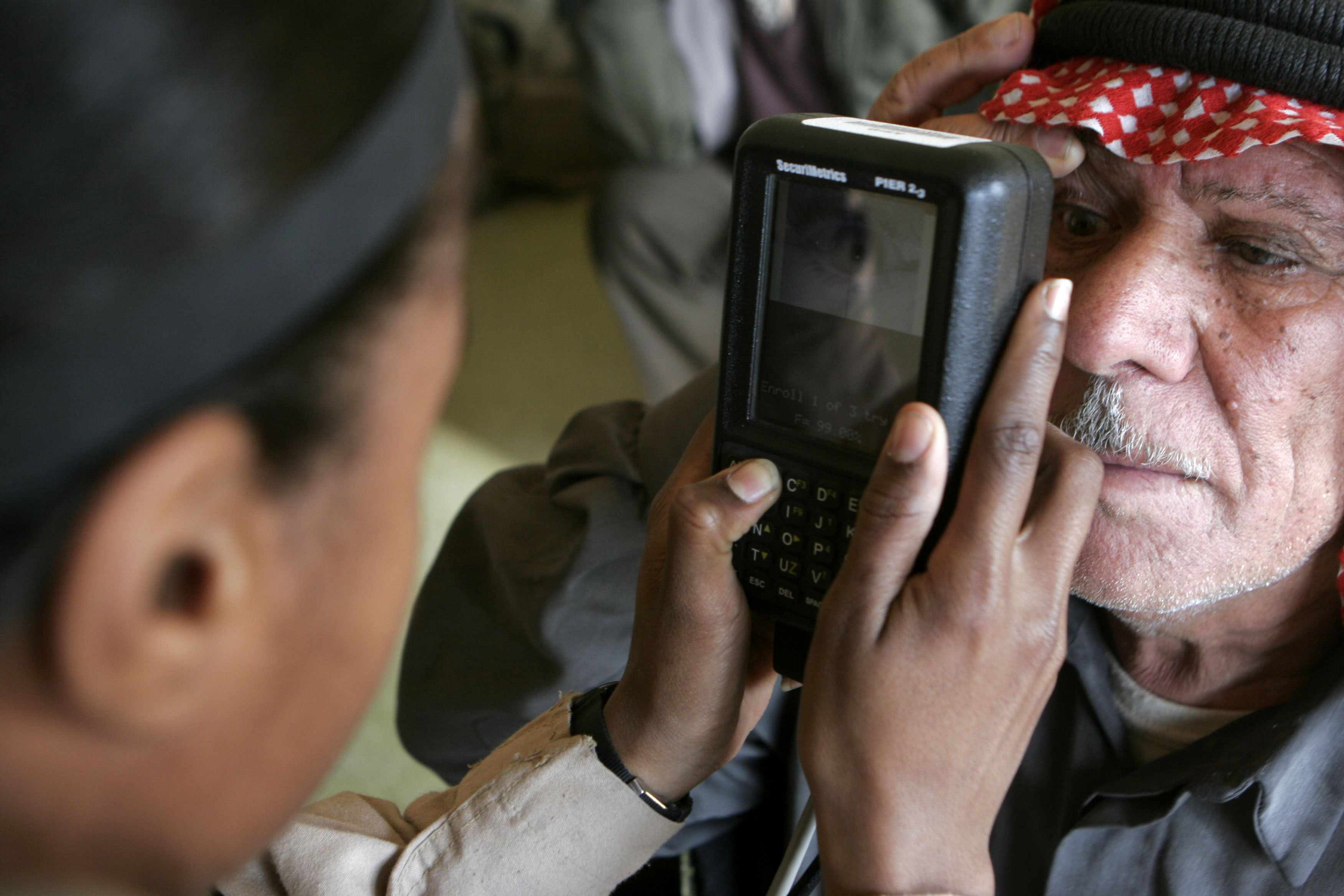
Un sergent de la marina dels EUA utilitza un sistema de reconeixement mitjançant l'iris a un alt mandatari de la reialesa àrab.

- El control arboláreo de seguretat de la pàtria (IrisGuard) a les fronteres dels Emirats Àrabs ha estat operant un sistema de seguiment expulsat en els Unió dels Emirats Àrabs (EAU) des de 2001, quan la EAU va engegar una iniciativa a nivell nacional sobre la seguretat a les zones frontereres. Avui dia, tot el país dels EAU, aeroports i ports marítims d'entrada i sortida estan equipats amb aquests sistemes. Tots els estrangers que posseeixen un visat per entrar en els EAU es processen a través de càmeres d'iris instal·lades en tots els punts d'inspecció d'immigració (primaris i auxiliars). Fins avui, el sistema ha detingut a més de 330.000 persones que intentaven entrar en els EAU amb documents de viatge fraudulents.

- És una de les tres tecnologies d'identificació biomètrica normalitzada a nivell internacional per la OACI (Organització d'Aviació Civil Internacional) en els passaports del futur (les altres dues són les empremtes dactilars i el reconeixement facial).

- La tecnologia de reconeixement de l'iris ha estat aplicada per BioID Technologies SA a Pakistan per al projecte de repatriació de l'ACNUR (agència de l'ONU per a refugiats), que el seu objectiu és controlar la distribució d'ajuda als refugiats afganesos. Els refugiats són repatriats per l'ACNUR en cooperació amb el Govern de Pakistan, i se'ls dona una quantitat de diners per començar de nou. Per assegurar-se que a la gent no se'ls paga més d'una vegada, el seu iris s'escaneja, i el sistema detectarà als refugiats en el següent intent. La base de dades compta amb més de 1,3 milions de plantilles del codi de l'iris i al voltant de 4000 registres per dia. El temps de comparació de l'iris d'un individu amb els 1,3 milions de plantilles es realitza en 1,5 segons.

- Els aeroports (Països Baixos) ofereixen punt a línies aèries com a aeroports un innovador i ràpid sistema de seguretat basat en tecnologies d'escanejo de l'iris de l'ull humà. El procediment de seguretat té dues fases. En la primera (15 minuts), es revisa el passaport del viatger, pansa el control reglamentari i s'escaneja l'iris del seu ull. Les seves dades són xifrades i inserits en una targeta intel·ligent. En la segona (15 segons), s'identifica i es confirma la identitat del passatger a la zona d'embarqui (escanejant novament l'iris i comprovant si les dades coincideixen amb els de la targeta).

- El mitjà de control de les fronteres IRIS (Iris Recognition Immigration System) utilitzat en el Regne Unit.

- Aquest sistema de reconeixement es va utilitzar per identificar a la “nena afganesa” (Sharbat Gula) 28 anys després que el fotògraf Steve McCurry tragués en la portada de la revista National Geographic una imatge seva amb 12 anys.

- En una sèrie d'aeroports dels EUA i el Canadà, com a part del programa NEXUS, que facilita l'entrada als EUA i el Canadà als viatgers de baix risc.

- En diversos aeroports del Canadà, com a part del programa CANPASS Air que facilita l'entrada a Canadà als viatgers de vols de baix risc.[1]

- En la iridología: tècnica de medicina alternativa suposadament basada en l'estudi dels patrons, colors i altres característiques de l'iris com a mètode diagnòstic.[2]

- En mòbils d'última generació, els quals, identifiquen l'iris en comptes del PIN per accedir als mateixos.

## Funcions per al reconeixement d'iris en MATLAB
En l'adreça:
{{format ref}} http://iie.fing.edu.uy/investigacion/grupos/gti/timag/trabajos/2004/recon_iris/prog/prog.htm es troben diferents funcions per al reconeixement d'iris pel MATLAB. Les 3 funcions que podràs trobar són:
- Funció que reconeix la pupil·la i la vora de l'iris.

- Funció que realitza l'estirament de l'iris reconegut.

- Funció que realitza la transformada i divideix en zones.

Cal tenir en compte que la implementació en MATLAB no ha estat depurada de forma detallada, ni optimitzada. Una implementació en C o C++ serà un treball futur per així millorar més encara els temps de computació.
- - (Aquestes funcions han estat implementades per Rosario Almeyda i Pablo Llucana)

## Resultats experimentals
S'han realitzat nombrosos exàmens per comprovar l'eficàcia d'aquest sistema de detecció.
Per al descrit a continuació, s'ha utilitzat una base de dades composta per les imatges de tots dos ulls de 10 persones amb almenys 10 mostres de cadascun dels ulls. Les fotografies es van prendre en diferents dies i hores, durant 7 mesos. Es va considerar cada ull com una persona “diferent”, és a dir cada persona té dues identitats una per cada ull, la qual cosa ens proporciona 20 usuaris “virtuals” diferents.
En una arquitectura de verificació, el rendiment d'un sistema biomètric s'analitza mitjançant tres mesures: Taxa de Falsa Acceptació (FAR), la Taxa de Fals Rebuig (FRR) i la Taxa d'Igual Error (ERR), és a dir, el valor on les taxes FAR i FRR són iguals sota un cert llindar. Parell cadascuna de les mètriques s'han utilitzat diferents llindars (permeten decidir si l'usuari és acceptat o rebutjat) obtenint diferents valors de les taxes FAR i FRR.
Resultats amb filtres de Gabor: El rendiment del primer sistema, s'ha dut a terme utilitzant els 4 grandàries del vector de característiques que assenyalem anteriorment. S'hi mostra que, en tots els casos, la taxa EER, està sempre per sota del 10 %, aconseguint el seu millor valor en 3,6 % per 1860 bits. També pot apreciar-se que poden obtenir-se taxes FAR nul·les per a taxes FRR molt baixes, la qual cosa significa que el sistema és idoni per a entorns de molt alta seguretat.
Resultats utilitzant la representació multiescala d'encreuaments per zero: Com en Classificació, també en aquest cas la distància binària de Hamming aplicada al codi de la signatura de l'iris obté els millors resultats. En la primera imatge, es mostra el comportament de les taxes FAR i FRR, obtenint una taxa EER de 0,12 % Però, la qual cosa és més important, s'obtenen taxes FAR nul·les per a valors encara més petits que en el sistema anterior de la taxa FRR, la qual cosa fa d'aquest un sistema òptim per a entorns que requereixin una alta seguretat. Els resultats obtinguts amb la distància Euclidiana i dz es mostren en la segona imatge, on pot apreciar-se que s'aconsegueix una EER de 2,47 % utilitzant la distància Euclidiana i de 2,12 % utilitzant la distància dz. El que significa una gran millora respecte als resultats obtinguts amb filtres de Gabor.